# Tar Imre (pedagógus)
Tar Imre (Balmazújváros, 1888. április 23. – Debrecen, 1970. január 5.) pedagógus. 1907-ben tanítói oklevelet szerzett a debreceni Tanítóképző Intézetben. 1907 és 1913 között Balmazújvároson tanított, 1913-tól Debrecenben működött 1948 nyarán történt nyugdíjazásáig. 1952-től 1955-ig ismét tanított. Különösen jelentősek a számtantanítás megkönnyítésére feltalált szemléltetőeszközei. 1963-ban mint az ország első pedagógus újítója „Kiváló pedagógus újító” kitüntetést kapott.

## Újításai
- ötös számkép alapján felépülő számláló (1929)
- színes, kockás számláló harminc kockás változata (1958);
- didaktikus játékok óvodásoknak.

## Munkái
- Nemzeti számoló. Útmutató a Tar Imre-féle „Nemzeti számoló” alkalmazásához (Debrecen, 1930)